# Devotion (Jessie Ware)
Devotion è il primo album discografico in studio della cantautrice inglese Jessie Ware, pubblicato nel 2012.

## Tracce
1. Devotion – 3:24 (Jessie Ware, Dave Okumu)
2. Wildest Moments – 3:42 (Ware, Tom Hull)
3. Running – 4:28 (Ware, Julio Bashmore, Brey Baptista)
4. Still Love Me – 3:56 (Ware, Okumu)
5. No to Love – 3:33 (Okumu)
6. Night Light – 4:13 (Ware, Hull, Okumu)
7. Swan Song – 3:43 (Ware, Okumu)
8. Sweet Talk – 3:37 (Ware, Bashmore, Laura Dockrill)
9. 110% / If You're Never Gonna Move – 3:27 (Ware, Bashmore)
10. Taking in Water – 4:27 (Ware, Hull)
11. Something Inside – 3:34 (Ware, Will Archer, Dockrill)